# Blastobasis anthoptera
Blastobasis anthoptera là một loài bướm đêm thuộc họ Blastobasidae. Nó được tìm thấy ở Úc và New Guinea.